# Wilhelmina Luiza z Hesji-Darmstadt
Natalia Aleksiejewna, urodzona jako Wilhelmina Luisa von Hessen-Darmstadt (ur. 25 czerwca 1755 w Prenzlau, zm. 26 kwietnia 1776 w Sankt Petersburgu) – wielka księżna Rosji jako żona późniejszego cesarza Pawła Romanowa.
Była piątym dzieckiem landgrafa Ludwika IX i jego żony Henrietty Karoliny Wittelsbach. Była siostrą pruskiej królowej – Fryderyki Luizy z Hesji-Darmstadt i szwagierką króla Fryderyka Wilhelma II.
W czasie kiedy cesarzowa Katarzyna II poszukiwała żony dla swojego syna, przypomniano sobie o trzech niezamężnych córkach landgrafa Hesji. Wilhelmina oraz jej dwie siostry – Amelia i Ludwika zostały zaproszone do Rosji, a tam sam carewicz Paweł Romanow (późniejszy car Paweł I) wybrał Wilhelminę. Ich ślub odbył się 10 października 1773 roku. Wilhelmina najpierw przeszła na prawosławie i przyjęła imię Natalia Aleksiejewna Romanowa.

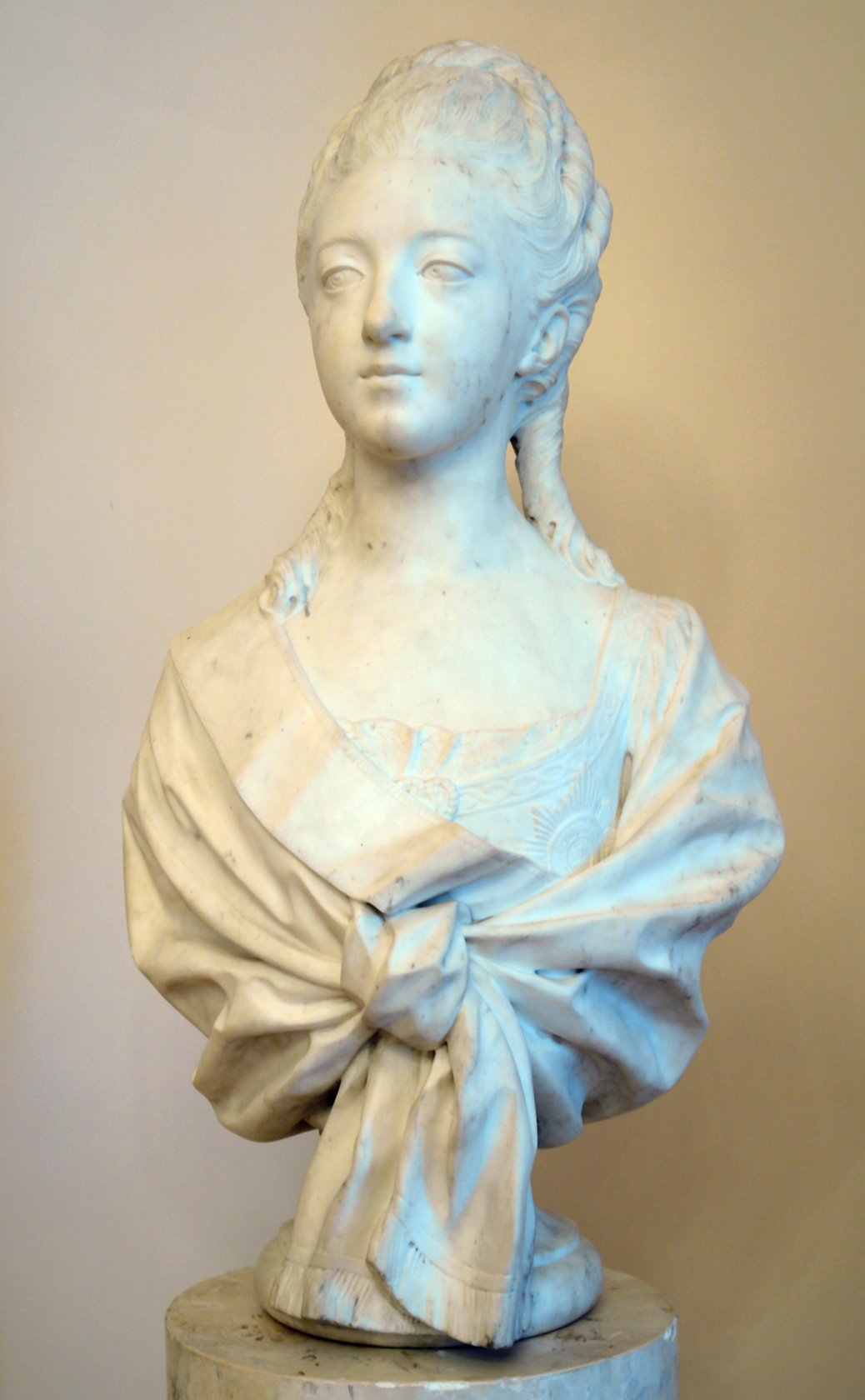
Popiersie Natalii Aleksiejewny

Paweł był bardzo zakochany w Natalii, która szybko pokazała swój dominujący charakter, i zaczęła powoli odsuwać go od jego kręgu przyjaciół. Początkowo Katarzyna i Natalia miały dobre relacje, ale szybko się popsuły. Wielka Księżna była bardzo liberalna, i wśród niej zaczął się zbierać krąg ludzi, podzielających jej poglądy i miłość do teatru. Kłóciły się o niechęć Natalii do nauki rosyjskiego i jej wystawny dwór. 
Wilhelmina zakochała się w czarującym Andrzeju Razumowskim, przyjacielu carewicza Pawła, i rozpoczął się ich romans. Jednak na dworze odkryto ten romans i postanowiono odesłać Andrzeja z pałacu – wtedy carewicz Paweł (nieświadomy powodu odesłania) gorąco zaprotestował.  W tym samym czasie Wilhelmina zaszła w ciążę, a caryca Katarzyna II – sama będąc niewierną żoną – nie dbała, czy jest to dziecko Andrzeja czy Pawła. Dla Katarzyny II ważny był fakt, że Wilhelmina urodzi następcę tronu Rosji, i tylko to dla niej się liczyło. 
15 kwietnia 1776 odbył się niezwykle trudny i bolesny poród dziecka Wilhelminy. Dziecko było zbyt duże i Wilhelmina po prostu nie mogła wydać go na świat, a nadworni lekarze nie zdecydowali się na cesarskie cięcie. Kiedy dziecko wreszcie przyszło na świat, okazało się, że już nie żyje. Wilhelmina zmarła kilka dni później, a jej mąż bardzo boleśnie przeżył jej śmierć. Katarzyna II jednakże zmusiła go do szybkiego powtórnego ożenku; jego drugą żoną została Zofia Dorota Wirtemberska.